# پتر ماخایدیک
پِتِر ماخایدیک (انگلیسی: Peter Machajdík؛ زادهٔ ۱ ژوئن ۱۹۶۱) آهنگساز و هنرمند معاصر صدا و تصویر اهل کشور اسلواکی است. او در براتیسلاوا، اسلواکی به دنیا آمد و بزرگ شد و در برلین، آلمان زندگی می کند.